# Îles du Salut
Die Îles du Salut (deutsch Inseln des Heils) sind eine kleine Inselgruppe 13 km vor der Küste von Kourou in Französisch-Guayana. Obwohl näher zu Kourou gelegen, gehören die Inseln zur 45 km südöstlich gelegenen Hauptstadtgemeinde Cayenne, und zwar zum Kanton Cayenne-1 Nord-Ouest.
Die drei Inseln der Gruppe sind vulkanischen Ursprungs. Die Inseln von Norden nach Süden:
| Insel                        | Fläche ha | Höhe m |
| ---------------------------- | --------- | ------ |
| Île du Diable (Teufelsinsel) | 14        | 40     |
| Île Royale                   | 28        | 66     |
| Île Saint-Joseph             | 20        | 30     |
| Îles du Salut                | 62        | 66     |

Auf der gesamten Inselgruppe unterhielt Frankreich bis 1951 eine Strafkolonie für bis zu 2000 Gefangene, eines der sogenannten Bagnes. Auf der Île Royale befanden sich die Verwaltung, das Hospital sowie der Todestrakt. Die meisten der Gefangenen waren jedoch in Einzelzellen auf der Île Saint-Joseph untergebracht. Die Haftbedingungen waren unmenschlich. So gab es Zellen ohne Dach, wodurch die Strafgefangenen der tropischen Sonne und dem Regen schutzlos ausgesetzt waren. Einer der prominentesten Häftlinge auf der Île du Diable war von 1895 bis 1899 Hauptmann Alfred Dreyfus.
Die Kurzgeschichte An Anarchist (1908) von Joseph Conrad spielt größtenteils auf der Inselgruppe. Der Journalist Albert Londres besuchte die Strafkolonie 1923, um darüber zu berichten. Die Inselgruppe wurde durch den Roman Papillon (1969) und den gleichnamigen Film weltbekannt.
Heute sind die Inseln ein beliebtes Ziel für Touristen. Neben den Ruinen der Strafkolonie ist auch die Fauna einen Besuch wert. Totenkopfäffchen und Aras sind an Besucher gewöhnt und lassen sich aus der Hand füttern. Ferner gibt es Leguane und Kaimane.